# Alen Peternac
Alen Peternac (Zagreb, Croàcia, RF Iugoslàvia, 16 de gener de 1972) és un futbolista croat retirat. Jugava de davanter i el seu primer equip va ser l'NK Dinamo de Zagreb.

## Trajectòria
El 1989 va començar la seva carrera en el Dinamo de Zagreb, club en el qual va jugar sis temporades conquistant una lliga i una Copa de Croàcia. L'estiu de 1995 va arribar al Reial Valladolid i ràpidament va esdevenir un dels golejadors més destacats de la Lliga espanyola de futbol. En la seva primera temporada amb els val·lisoletans va assolir 23 gols, entre ells, els cinc que va marcar en la històrica victòria per 3-8 a Reial Oviedo, amb la qual el Valladolid va aconseguir salvar la categoria.
La següent temporada Peternac, marcat per les lesions, va baixar considerablement els seus registres golejadors, encara que el Valladolid va aconseguir, per tercera vegada en la seva història, classificar-se per a una competició europea, la Copa de la UEFA. En els anys següents Peternac va recuperar el seu instint golejador, la qual cosa va despertar l'interès de diversos clubs més grans.
Davant la seva negativa a renovar contracte amb el club val·lisoletà, va ser marginat de l'equip durant la temporada 1999/00, després de la qual, va fitxar pel Reial Saragossa. Després de cinc anys, Peternac abandonava Valladolid sent el màxim golejador de la història del club, amb 55 gols. Peternac arribava a Saragossa amb la missió de suplir a Savo Milošević com principal referent golejador. No obstant això, després del cessament del seu valedor, Juan Manuel Lillo, Peternac tot just comptà per al nou tècnic saragossà, Luis Costa. Encara que eixe any el club conquista la Copa del Rei, Peternac només es va alinear en nou partits de lliga, en els quals no va marcar cap gol.
Després de ser descartat, la següent temporada va ser cedit al Reial Múrcia CF de Segona Divisió. Al club pimentonero tampoc va ser el futbolista decisiu d'anys anteriors, i hi va marcar només dos gols en 21 partits. La temporada 2002/03 retorna al Saragossa, que acabava de descendir a Segona. Només juga un partit i el club li retira la fitxa el mes de gener.
Després d'un any en blanc, a l'octubre de 2003 arriba a un acord per a rescindir el seu contracte amb el Reial Saragossa, posant així punt final a la seva carrera esportiva. Des de llavors, Peternac segueix residint a Espanya, encara que dedicat al món empresarial i totalment desvinculat del futbol.

## Selecció
Va fer tres aparicions amb la selecció absoluta de Croàcia. El seu debut es va produir contra Dinamarca en un partit amistós el resultat del qual va ser 0-1, el 10 de febrer de 1999.